# Plasmazelluläre Pododermatitis

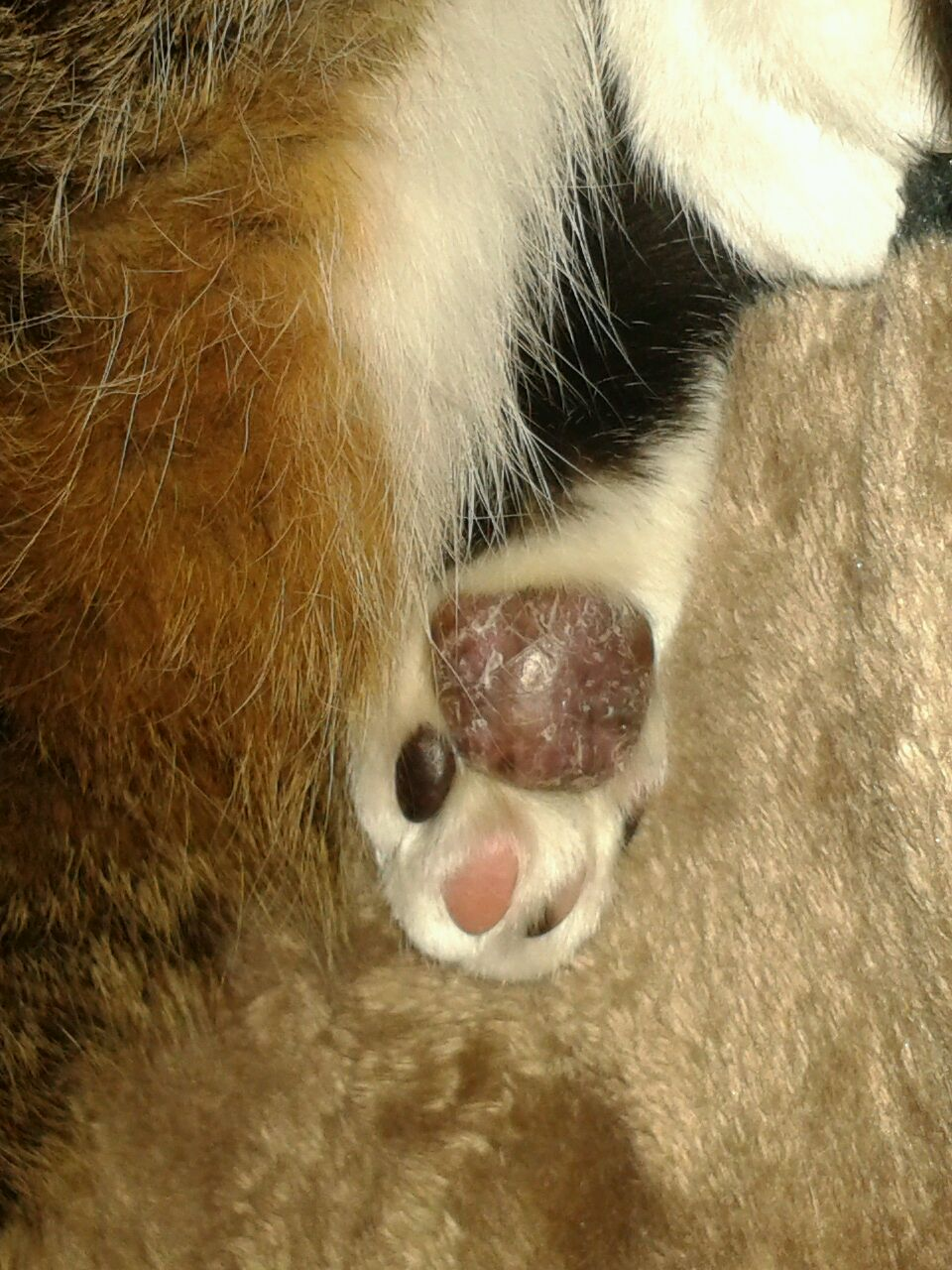
Plasmazelluläre Pododermatitis am Sohlenballen einer Katze

Die plasmazelluläre Pododermatitis ist eine seltene Erkrankung der Ballen bei Hauskatzen. Die Ursache ist nicht bekannt, vermutet werden eine Störung des Immunsystems oder strukturelle Störungen. Bei der Erkrankung kommt es zu einer starken Anschwellung eines oder mehrerer Ballen. Sie fühlen sich nicht mehr derbelastisch, sondern weich und schlaff an und können sich violett verfärben. Zu Beginn ist die Schwellung schmerzlos. Im weiteren Verlauf kann es zu Blutergüssen, Geschwüren und Sekundärinfektionen kommen, die sich dann in deutlicher Lahmheit äußern.
Labordiagnostisch zeigen betroffene Tiere meist eine polyklonale Hypergammaglobulinämie (Anstieg der Gammaglobuline im Blut). In der Feinnadelbiopsie lassen sich zahlreiche Plasmazellen nachweisen. Differentialdiagnostisch sind Neoplasien, Eosinophiles Granulom, Kontaktdermatosen und autoimmunbedingte Hauterkrankungen abzugrenzen.
Die Gabe von Doxycyclin über vier Wochen bringt die Ballenschwellung meist zum Abklingen, in einem Viertel der Fälle kommt es zur völligen Abheilung. Kraft empfiehlt die Gabe von Langzeit-Corticoiden, Horzinek die Kombination von Corticoiden mit Chlorambucil. Bei sehr stark geschwürig veränderten Ballen muss eine chirurgische Entfernung in Erwägung gezogen werden. Siebert berichtet über gute Ergebnisse mit Kryochirurgie. Hier werden die betroffenen Ballen mittels flüssigem Stickstoff behandelt, das abgestorbene Gewebe fällt nach einiger Zeit ab und nach etwa vier Wochen ist die Reepithelisierung abgeschlossen.